# Petrulino
Petrulino (biał. Петруліна) – część wsi Wierchowlany na Białorusi, w obwodzie grodzieńskim, w rejonie brzostowickim, w sielsowiecie Brzostowica Mała.
W dwudziestoleciu międzywojennym był tu folwark. Leżał w Polsce, w województwie białostockim, w powiecie grodzieńskim, w gminie Brzostowica Mała.
Według Powszechnego Spisu Ludności z 1921 roku zamieszkiwało tu 7 osób,wszystkie były wyznania rzymskokatolickiego i polskiej przynależności narodowej. Był tu 1 budynek mieszkalny.